# 바틸라구스과
바틸라구스과(Bathylagidae)는 샛멸목에 속하는 조기어류과의 하나이다. 대서양과 인도양, 태평양의 냉온대 지역부터 북극해까지 전세계 바다의 심해에서 발견되는 해양 어류로 수심 1,500m 아래에서도 산다. 작은 물고기로 몸길이 25cm정도까지 자란다. 플랑크톤 중에서 특히 크릴새우를 먹는다. 8속 22종을 포함하고 있다.

## 하위 속
바틸라구스과 분류는 다음과 같다.
| - Bathylagichthys - Bathylagoides - 바틸라구스속 (Bathylagus) - Dolicholagus | - Leuroglossus - Lipolagus - Melanolagus - Pseudobathylagus |